# Raiders (manhwa)
Raiders (레이더스?) è un manhwa creato da Park jin-jun. La versione italiana è a cura della J-Pop.

## Trama
Ariel è alla ricerca del Sacro Calice per conto di uno stimato archeologo, il Dr. Wilter Lengham. Egli si introduce in un'antica chiesa per recuperarlo ma rinviene solo un'ampolla contenente il sangue di Cristo, il quale, secondo un'antica leggenda, potrebbe donare l'immortalità a chi lo beve. Da questo momento cominciano una serie di omicidi ed ha inizio l'avventura di Raiders.

## Volumi
La serie è stata anche portata in America da Yen Press, e in Francia da Kami fino al terzo volume.
| Nº | Data di prima pubblicazione | Data di prima pubblicazione | Data di prima pubblicazione |
| Nº | Italiano                    | Italiano                    |                             |
| -- | --------------------------- | --------------------------- | --------------------------- |
| 1  | 8 ottobre 2008              | ISBN 978-88-6123-298-3      |                             |
| 2  | 12 luglio 2009              | ISBN 978-88-6123-446-8      |                             |
| 3  | 20 dicembre 2009            | ISBN 978-88-6123-613-4      |                             |
| 4  | 24 ottobre 2010             | ISBN 978-88-6123-674-5      |                             |
| 5  | 19 dicembre 2010            | ISBN 978-88-6123-758-2      |                             |
| 6  | 16 aprile 2011              | ISBN 978-88-6123-978-4      |                             |
| 7  | 29 febbraio 2012            | ISBN 978-88-6634-111-6      |                             |
| 8  | 31 marzo 2012               | ISBN 978-88-6634-223-6      |                             |